# Gomesa gomezoides
Gomesa gomezoides é uma espécie de planta do gênero Gomesa e da família Orchidaceae. 

## Taxonomia
A espécie foi descrita em 1967 por Guido Frederico João Pabst. 
Os seguintes sinônimos já foram catalogados:  
- Theodorea gomeziodes  Barb.Rodr.
- Hellerorchis paniculata  (Brade) A.D.Hawkes
- Rodrigueziella handroi icterina  Chiron & V.P.Castro
- Theodorea paniculata  Brade
- Gomesa gomesoides  (Barb.Rodr.) Pabst
- Gomesa theodorea  Cogn.
- Gomeza theodorea  Cogn.
- Hellerorchis gomezoides  (Barb.Rodr.) A.D.Hawkes
- Rodrigueziella gomeziodes  (Barb.Rodr.) Berman
- Rodrigueziella gomezoides  (Barb.Rodr.) Berman
- Rodrigueziella gomezoides  (Barb.Rodr.) Pabst

## Forma de vida
É uma espécie epífita e herbácea. 

## Descrição
| Caule                                                          | Caule                                                    |
| -------------------------------------------------------------- | -------------------------------------------------------- |
| crescimento                                                    | cespitoso                                                |
| pseudobulbo subtendido por bainha                              | com articulação e limbo                                  |
| forma                                                          | elipsoide ou oval ou longo oval e lateralmente compresso |
| textura                                                        | liso                                                     |
| Folha                                                          |                                                          |
| forma da lâmina das bainha e da lâmina terminal ao pseudobulbo | oblongo ovado                                            |
| Inflorescência                                                 |                                                          |
| posição                                                        | arqueada                                                 |
| racemo                                                         | simples                                                  |
| Flor                                                           |                                                          |
| sépala e pétala                                                | amarela/ metrosácula arredondada                         |
| sépala lateral adnata                                          | somente na base                                          |
| pétala                                                         | subiguais às sépala                                      |
| labelo                                                         | branco/ metrosácula somente no calo e disco              |
| base                                                           | séssil                                                   |
| lobo lateral                                                   | conspícuo/semi elíptico                                  |
| posição                                                        | mesmo plano do disco                                     |
| lobo mediano                                                   | elíptico/convexo                                         |
| largura                                                        | subigual a distância entre os lobo lateral               |
| largura                                                        | mais longa que disco                                     |
| calo                                                           | somente no disco                                         |
| forma                                                          | 2 carena lisa sub paralela distalmente bífida            |
| coluna com asa estigmática                                     | inconspícua                                              |

## Conservação
A espécie faz parte da Lista Vermelha das espécies ameaçadas do estado do Espírito Santo, no sudeste do Brasil. A lista foi publicada em 13 de junho de 2005 por intermédio do decreto estadual nº 1.499-R. 

## Distribuição
A espécie é encontrada nos estados brasileiros de Bahia, Espírito Santo, Minas Gerais, Paraná, Rio de Janeiro, Rio Grande do Sul, Santa Catarina e São Paulo. 
Em termos ecológicos, é encontrada no domínio fitogeográfico de Mata Atlântica, em regiões com vegetação de mata ciliar, floresta estacional semidecidual e floresta ombrófila pluvial.